# Mesnil-Saint-Loup
Mesnil-Saint-Loup är en kommun i departementet Aube i regionen Grand Est (tidigare regionen Champagne-Ardenne) i nordöstra Frankrike. Kommunen ligger  i kantonen Marcilly-le-Hayer som ligger i arrondissementet Nogent-sur-Seine. År 2022 hade Mesnil-Saint-Loup 583 invånare.

## Befolkningsutveckling
Antalet invånare i kommunen Mesnil-Saint-Loup
Referens: INSEE

## Galleri

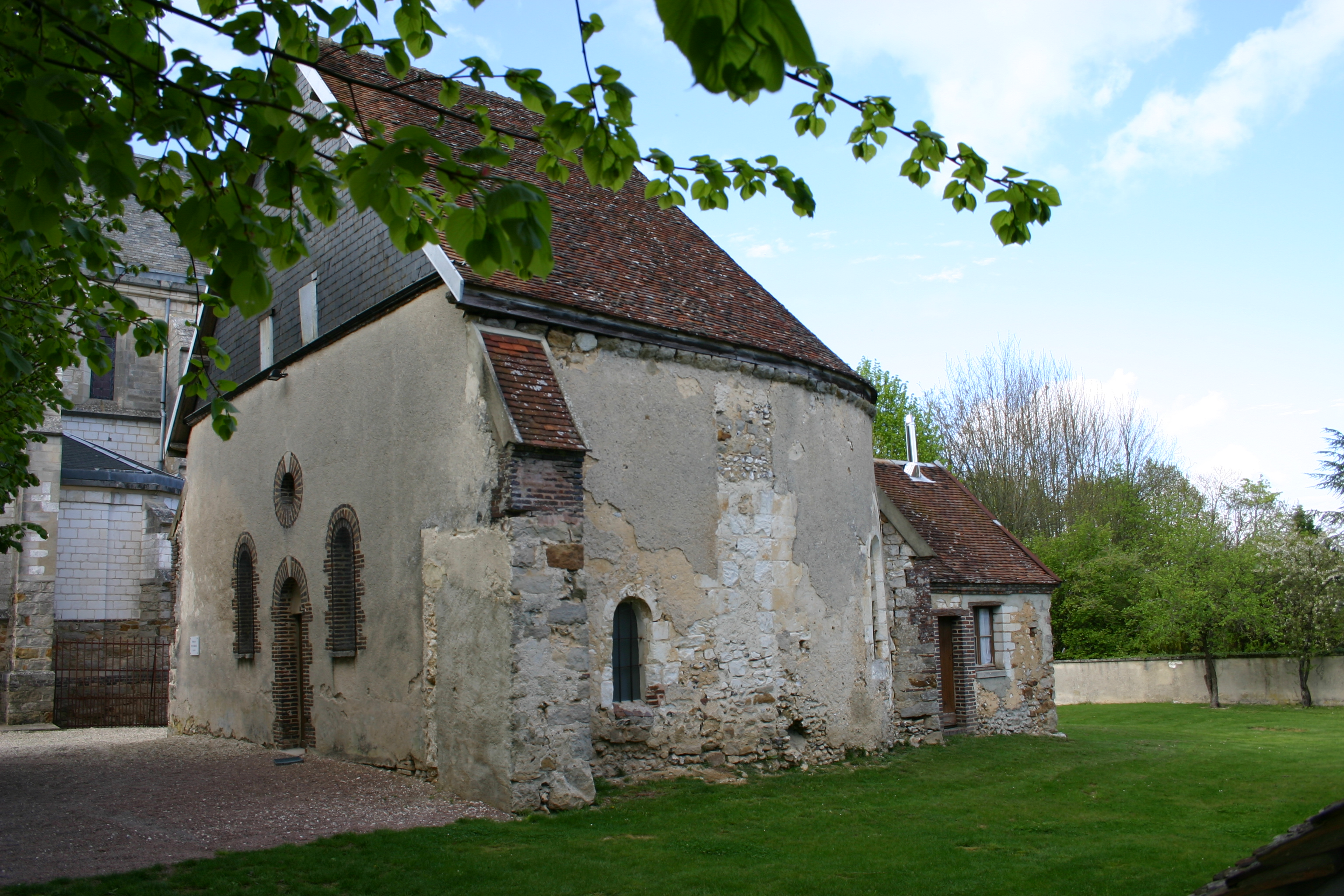